# 苗栗縣社區大學
苗栗縣社區大學，是一所坐落於臺灣苗栗市的社區大學。苗栗縣社區大學為臺灣第三所社區大學，目前擁有竹南、頭份、三灣、南庄、後龍、頭屋、苗栗、通霄、苑裡共九個校區，另設公館學習中心。

## 外部連結
- （繁體中文）苗栗縣社區大學 （页面存档备份，存于）